# Megonyx giganteus
Megonyx giganteus är en tvåvingeart som beskrevs av Hull 1962. Megonyx giganteus ingår i släktet Megonyx och familjen rovflugor. Inga underarter finns listade i Catalogue of Life.